# Tranopelta
Tranopelta – rodzaj mrówek z podrodziny Myrmicinae. Obejmuje dwa gatunki.

## Gatunki
- Tranopelta gilva Mayr, 1866
- Tranopelta heyeri Forel, 1901